# Anglo-Scottish Cup 1978/79
Der Anglo-Scottish Cup wurde 1978/79 zum 4. Mal ausgespielt. Das Turnier für Fußball-Vereinsmannschaften aus England und Schottland galt als Nachfolger des Texaco Cup. Der Pokal wurde unter insgesamt 24 Teilnehmern ausgespielt. Davon waren 16 Vereine dem englischen Verband unterstehend sowie acht Vereine der Scottish FA. Er begann am 31. Juli 1978 und endete mit dem Finalrückspiel am 12. Dezember 1978 im Turf Moor in Burnley. Als Titelverteidiger startete Bristol City in den Wettbewerb, das im Vorjahresfinale gegen den FC St. Mirren gewann. Im diesjährigen Endspiel trafen der FC Burnley und Oldham Athletic aus England aufeinander. Das Finale gewann Burnley nach Hin- und Rückspiel mit 4:2.

## 1. Runde

### Gruppenphase England

#### Gruppe A
Ausgetragen wurden die Begegnungen zwischen dem 2. und 12. August 1978.
| Pl. | Verein            | Sp. | S | U | N | Tore    | Diff. | Punkte |
| --- | ----------------- | --- | - | - | - | ------- | ----- | ------ |
| 1.  | FC Burnley        | 3   | 2 | 1 | 0 | 007:400 | +3    | 05     |
| 2.  | Blackburn Rovers  | 3   | 2 | 1 | 0 | 003:100 | +2    | 05     |
| 3.  | Preston North End | 3   | 1 | 0 | 2 | 000:600 | −6    | 02     |
| 4.  | FC Blackpool      | 3   | 0 | 0 | 3 | 000:800 | −8    | 0      |

| 1. Spieltag       |     |                   |
| Preston North End | 4:2 | FC Blackpool      |
| FC Blackpool      | 0:1 | Blackburn Rovers  |
| 2. Spieltag       |     |                   |
| FC Burnley        | 3:2 | Preston North End |
| FC Burnley        | 3:1 | FC Blackpool      |
| 3. Spieltag       |     |                   |
| Blackburn Rovers  | 1:0 | Preston North End |
| Blackburn Rovers  | 1:1 | FC Burnley        |

#### Gruppe B
Ausgetragen wurden die Begegnungen zwischen dem 5. und 12. August 1978.
| Pl. | Verein           | Sp. | S | U | N | Tore    | Diff. | Punkte |
| --- | ---------------- | --- | - | - | - | ------- | ----- | ------ |
| 1.  | Oldham Athletic  | 3   | 2 | 1 | 0 | 003:100 | +2    | 05     |
| 2.  | Bolton Wanderers | 3   | 1 | 1 | 1 | 001:200 | −1    | 03     |
| 3.  | AFC Sunderland   | 3   | 1 | 0 | 2 | 004:400 | ±0    | 02     |
| 4.  | Sheffield United | 3   | 1 | 0 | 2 | 002:300 | −1    | 02     |

| 1. Spieltag      |     |                  |
| Oldham Athletic  | 1:0 | Sheffield United |
| AFC Sunderland   | 2:0 | Bolton Wanderers |
| 2. Spieltag      |     |                  |
| Bolton Wanderers | 1:0 | Sheffield United |
| Oldham Athletic  | 2:1 | AFC Sunderland   |
| 3. Spieltag      |     |                  |
| Bolton Wanderers | 0:0 | Oldham Athletic  |
| Sheffield United | 2:1 | AFC Sunderland   |

#### Gruppe C
Ausgetragen wurden die Begegnungen zwischen dem 1. und 12. August 1978.
| Pl. | Verein         | Sp. | S | U | N | Tore    | Diff. | Punkte |
| --- | -------------- | --- | - | - | - | ------- | ----- | ------ |
| 1.  | Bristol City   | 3   | 3 | 0 | 0 | 010:100 | +9    | 06     |
| 2.  | Cardiff City   | 3   | 1 | 0 | 2 | 001:200 | −1    | 02     |
| 3.  | FC Fulham      | 3   | 1 | 0 | 2 | 002:500 | −3    | 02     |
| 4.  | Bristol Rovers | 3   | 1 | 0 | 2 | 003:800 | −5    | 02     |

| 1. Spieltag    |     |                |
| Bristol Rovers | 1:0 | Cardiff City   |
| Bristol City   | 6:1 | Bristol Rovers |
| 2. Spieltag    |     |                |
| Cardiff City   | 1:0 | FC Fulham      |
| Bristol City   | 1:0 | Cardiff City   |
| 3. Spieltag    |     |                |
| FC Fulham      | 2:1 | Bristol Rovers |
| FC Fulham      | 0:3 | Bristol City   |

#### Gruppe D
Ausgetragen wurden die Begegnungen zwischen dem 31. Juli und 12. August 1978.
| Pl. | Verein         | Sp. | S | U | N | Tore    | Diff. | Punkte |
| --- | -------------- | --- | - | - | - | ------- | ----- | ------ |
| 1.  | Mansfield Town | 3   | 2 | 1 | 0 | 003:100 | +2    | 05     |
| 2.  | Notts County   | 3   | 2 | 0 | 1 | 005:400 | +1    | 04     |
| 3.  | Norwich City   | 3   | 0 | 2 | 1 | 002:300 | −1    | 02     |
| 4.  | FC Orient      | 3   | 0 | 1 | 2 | 002:400 | −2    | 01     |

| 1. Spieltag    |     |                |
| Mansfield Town | 1:0 | Notts County   |
| Notts County   | 2:1 | Norwich City   |
| 2. Spieltag    |     |                |
| FC Orient      | 0:1 | Mansfield Town |
| FC Orient      | 2:3 | Notts County   |
| 3. Spieltag    |     |                |
| Norwich City   | 1:1 | Mansfield Town |
| Norwich City   | 0:0 | FC Orient      |

### K.-o.-System Schottland
Ausgetragen wurden die Begegnungen zwischen dem 3. und 23. August 1978.
|                 | Gesamt |                     | Hinspiel | Rückspiel |
| --------------- | ------ | ------------------- | -------- | --------- |
| Celtic Glasgow  | 8:2    | FC Clyde            | 2:1      | 6:1       |
| Raith Rovers    | 2:6    | Greenock Morton     | 1:2      | 1:4       |
| FC Motherwell   | 1:3    | FC St. Mirren       | 1:0      | 0:3       |
| Partick Thistle | 3:1    | Heart of Midlothian | 2:1      | 1:0       |

## Viertelfinale
Ausgetragen wurden die Spiele zwischen dem 12. September und 3. Oktober 1978.
|                 | Gesamt          |                 | Hinspiel | Rückspiel |
| --------------- | --------------- | --------------- | -------- | --------- |
| Bristol City    | 3:4             | FC St. Mirren   | 1:2      | 2:2       |
| FC Burnley      | 3:2             | Celtic Glasgow  | 1:1      | 2:1       |
| Greenock Morton | 3:4             | Oldham Athletic | 3:0      | 0:4       |
| Partick Thistle | 3:3 (1:3 i. E.) | Mansfield Town  | 1:0      | 2:3       |

## Halbfinale
Ausgetragen wurden die Spiele zwischen dem 17. Oktober und 7. November 1978.
|                 | Gesamt          |               | Hinspiel | Rückspiel |
| --------------- | --------------- | ------------- | -------- | --------- |
| Oldham Athletic | 2:2 (4:3 i. E.) | FC St. Mirren | 1:1      | 1:1       |
| Mansfield Town  | 2:2 (7:8 i. E.) | FC Burnley    | 1:2      | 1:0       |

## Finale

### Hinspiel
| Oldham Athletic                            | Oldham Athletic | FC Burnley | FC Burnley |
| ------------------------------------------ | --- | --- | ---------- |
| Oldham Athletic                            | \| 5. Dezember 1978 in Oldham (Boundary Park) \| \| Ergebnis: 1:4 (0:2) \| \| Zuschauer: 10.456 \|                                                                                         | \| 5. Dezember 1978 in Oldham (Boundary Park) \| \| Ergebnis: 1:4 (0:2) \| \| Zuschauer: 10.456 \|                                                                                | FC Burnley |
| Oldham Athletic                            | Peter McDonnell – Ian Wood, Ronnie Blair, Graham Bell, Keith Hicks, John Hurst, Carl Valentine, Steve Taylor, Alan Young, Les Chapman, Jim Steel Cheftrainer: Jimmy Frizzell ( Schottland) | Alan Stevenson – Tony Arins, Ian Brennan, Peter Noble, Jim Thomson, Billy Rodaway, Brian Hall, Billy Ingham, Paul Fletcher, Steve Kindon, Leighton James Cheftrainer: Harry Potts | FC Burnley |
| Oldham Athletic                            | 1:4 Alan Young (86.) | 0:1 Steve Kindon (1.) 0:2 Peter Noble (3.) 0:3 Jim Thomson (67.) 0:4 Steve Kindon (75.)                                                                                           | FC Burnley |
| 5. Dezember 1978 in Oldham (Boundary Park) | | |            |
| Ergebnis: 1:4 (0:2)                        | | |            |
| Zuschauer: 10.456                          | | |            |

### Rückspiel
| FC Burnley                               | FC Burnley | Oldham Athletic | Oldham Athletic |
| ---------------------------------------- | --- | --- | --------------- |
| FC Burnley                               | \| 12. Dezember 1978 in Burnley (Turf Moor) \| \| Ergebnis: 0:1 (0:1) \| \| Zuschauer: 10.865 \|                                                                                  | \| 12. Dezember 1978 in Burnley (Turf Moor) \| \| Ergebnis: 0:1 (0:1) \| \| Zuschauer: 10.865 \|                                                                                            | Oldham Athletic |
| FC Burnley                               | Alan Stevenson – Tony Arins, Ian Brennan, Peter Noble, Jim Thomson, Billy Rodaway, Brian Hall, Billy Ingham, Paul Fletcher, Steve Kindon, Leighton James Cheftrainer: Harry Potts | Peter McDonnell – Ian Wood, John Hurst, Keith Hicks, Ronnie Blair, Graham Bell, Steve Gardner, Les Chapman, Carl Valentine, Alan Young, Jim Steel Cheftrainer: Jimmy Frizzell ( Schottland) | Oldham Athletic |
| FC Burnley                               | 0:1 Jim Steel (41.) | | Oldham Athletic |
| 12. Dezember 1978 in Burnley (Turf Moor) | | |                 |
| Ergebnis: 0:1 (0:1)                      | | |                 |
| Zuschauer: 10.865                        | | |                 |